# 彼得里基夫卡
48°43′36″N 34°37′53″E / 48.72667°N 34.63139°E

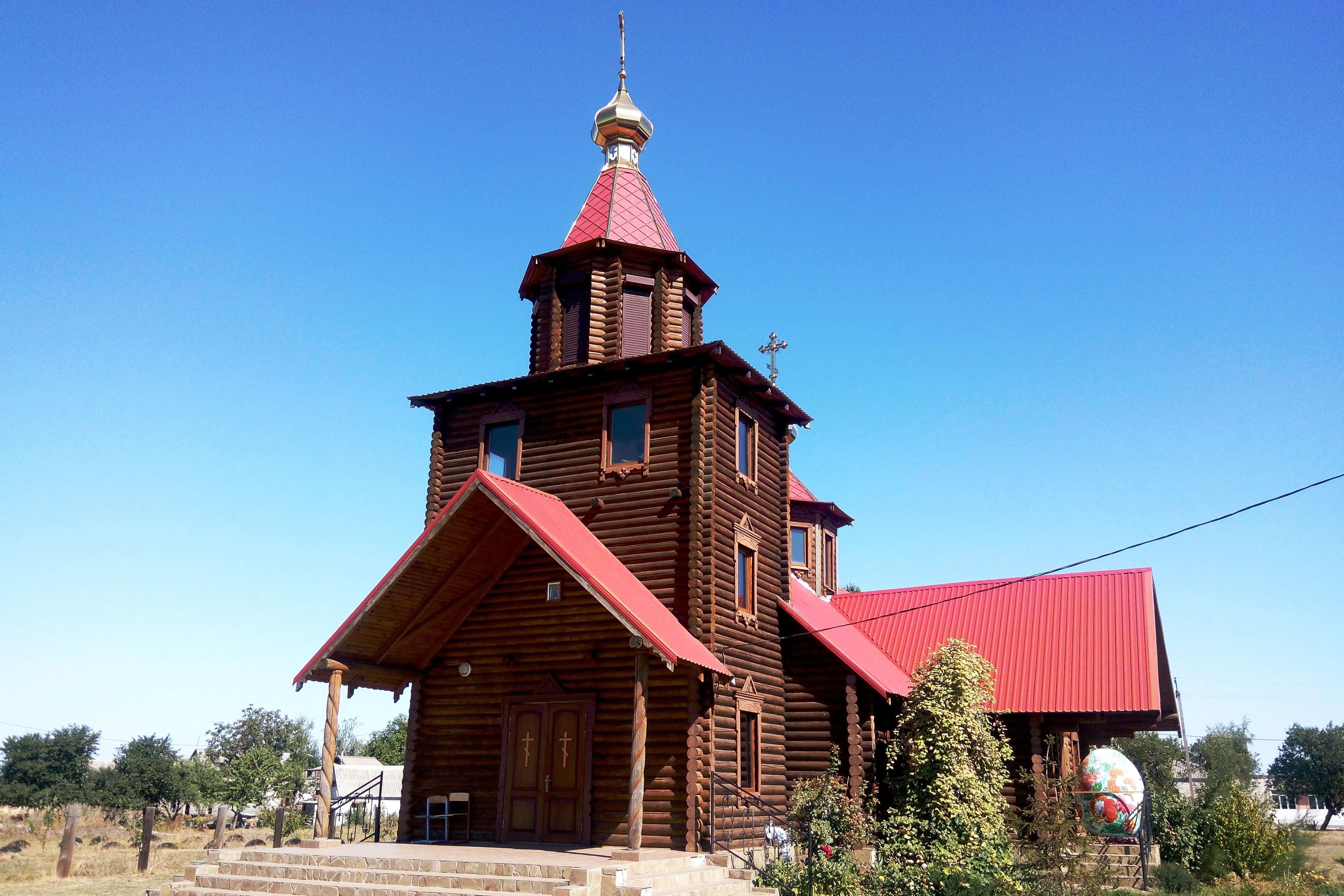
教堂

彼得里基夫卡（烏克蘭語：Петриківка），又按俄语名译为彼得里科夫卡，是位於烏克蘭中部的市級鎮，由第聶伯羅彼得羅夫斯克州裡第聶伯羅區的彼得里基夫卡市鎮負責管轄，亦曾為彼得里基夫卡區被撤消前的行政中心。該鎮始建於1772年，面積13.648平方公里，海拔高度59米，2001年人口4,913，人口密度每平方公里360人。